# Giovanni Battista Mosto
Giovanni Battista Mosto (născut înainte de 1550 în Udine, decedat în iunie 1596 în Alba Iulia, Transilvania) a fost un compozitor și capelmaistru italian. 

## Viața
Giovanni Battista Mosto a fost fiul muzicianului conducător al curții din Udine. A studiat sub îndrumarea lui Claudio Merulo, căruia i-a dedicat prima colecție de madrigale "Il primo fiore della ghirlanda musicale" în 1578. În 1568 fusese angajat pe post de cornetist și trombonist în Orchestra de la München condusă de Orlando di Lasso; un an mai târziu a revenit la Udine și a devenit conducătorul muzicienilor de la curte în 1570. În 1573 a primit sarcina de a reorganizeze orchestra curții și de a-i învăța pe băieții din corul catedralei să cânte la diferite instrumente. În 1574, Mosto a rămas pentru scurt timp la Veneția și de acolo a călătorit spre Munchen.  Pe 6 noiembrie 1580 a primit postul de "maestro di cappella" la Catedrala din Padova. Din cauza stilului său autoritar de conducere, contractul său nu a fost reînnoit; prin urmare, din 1589 a început să lucreze la biserica venețiană Santa Maria Gloriosa dei Frari. În 1590, a venit în Alba Iulia în slujba prințului Sigismund Báthory din Transilvania, pentru a înființa o orchestră de curte cu muzicieni italieni. După o invazie turcă în 1594, Báthory și-a relocat curtea, împreună cu orchestra, la Cracovia. În același an, Mosto a călătorit la Köln și a intrat în slujba Electorului și Arhiepiscopului Ernst din Bavaria, cu care a fost pentru o vreme în Bonn, Liège și Bruxelles. În 1595 s-a întors la Padova, pentru a activa din nou la catedrală pe post de capelmaestru. În anul următor a pornit spre Alba Iulia, unde îi era familia, dar, fiind bolnav, a murit în timpul călătoriei. 
Doua mise compuse de Mosto au fost aduse publicului din Praga în 1594, în prezența împăratului Rudolf, la curte fiind consemnate următoarele: „Lui Giovanni Battista Mosto i s-au acordat 60 de taleri [monede de argint folosite în țările germanice în secolele XV-XIX], datorită celor 2 mise prezentate”.. 
Pe lângă patru cataloage cu lucrări proprii, se găsesc numeroase lucrări de-ale lui în cele mai importante antologii de pe la sfârșitul secolului al XVI-lea. Thomas Morley publicase în Londra, 1598, 2 madrigale compuse de Mosto în colecția sa "De floridi virtuosi d'Italia".  Din punct de vedere stilistic, Mosto a aparținut școlii venețiene, având anumite similitudini cu Andrea Gabrieli. 

## Lucrări
- "Il primo libro de madrigali un cinque voci con un ecce a dieci nel fine " (Veneția, 1578)
- Il secondo libro de madrigali, 5 voci (Veneția, 1584)
- Il terzo libro de madrigali, 5 voci (Veneția, Angelo Gardano, 1588)
- Il primo libro de madrigali, 6 voci (Veneția, 1595)
- Motecta liber primus, 5 voices (Veneția, 1590)
- numeroase madrigale individuale și două aranjamente pentru Psalmi
- 3 mise (1594)